# Klopinjsko jezero
Klopinjsko jezero (nemško Klopeiner See) je jezero na avstrijskem Koroškem, jugo-vzhodno od Velikovca, v občini Škocjan v Podjuni. Predstavlja ostanek nekdaj veliko večjega, post-ledeniškega jezera, ki je pokrivalo celotno območje okoli sedanje vasi Kühnsdorf. S temperaturami do 29 °C je eno izmed najtoplejših alpskih jezer.

## Geografija
Klopinjsko jezero leži na nadmorski višini 446 mnm v Podjuni v Avstriji. Jezero je nastalo na stiku prodne ravnine in hribovjem Gur, ki se tam razvijejo v osamele griče.
Klopinjsko jezero je nastalo v ledeniški kotanji, ima ovalno obliko in površino 1,12 km², ter največjo globino 46 m. Od ostalih jezer v Celovški kotlini ima pred drugimi jezeri to prednost, da je najtoplejše med vsemi. Vodna površina se poleti ogreje do +24ºC. Posebna turistična vrednost jezera je tudi v tem, da obala ni pozidana, ter da je okoli jezera speljana sprehajalna pot.

## Geološke razmere
Jezero je le šibko pretočno. Hrani ga le nekaj manjših površinskih pritokov z nizkim pretokom vode in podzemne vode. Tako je Klopinjsko jezero eno izmed najmanj poplavljenih jezer na Koroškem, kar prav tako pojasnjuje visoko temperaturo vode. Odtok zapusti jezero na zahodu in odteče v končni fazi v Dravo. Jezero je 1,8 kilometra dolgo, 800 metrov široko in globoko 48 metrov na najglobljem mestu, povprečna globina je 23 metrov.
Zaradi majhnega pretoka vode, si občina St. Kanzian am Klopeiner See kot lastnica Klopinjskega jezera prizadeva, da bi ohranila kakovost vode v jezeru. Povodje jezera je v celoti usmerjeno. Jezero ima že od leta 1975 globinsko odvajanje vode, ki odstranjuje s kisikom revne in s hranili bogate vode. Na ta način se globinska plast vode obogati s kisikom. Medtem ko so v 1930-tih obtočni tokovi dosegli globino 40 metrov, danes predvidoma mešajo le do 30 metrov, zato je potrebna tehnična pomoč.

## Turizem
Klopinjsko jezero skupaj s sosednjimi, ki za turizem niso toliko pomembni, Malo jezero (Kleinesee), Zablaško jezero (Turnersee) in Goslinjsko jezero (Gösseldorfer See), sestavljavljajo tako imenovano vzhodnokoroško jezersko pokrajino, v kateri sta Malo in Zablaško jezero zaščiteni.
Jezero je močno turistično izrabljeno, o čemer pričajo hotelski in kopališki objekti okoli celotnega jezera. Obstajajo številne plaže, tudi lokali na bregovih jezera. Večina kopališč je zasebnih in rezerviranih za goste posameznih nastanitvenih obratov. Vendar pa obstajajo plaže v občinski lasti, ki so namenjene javnosti.
Prvi gosti so prispeli v Klopinjsko jezero že leta 1885, ko je bilo tukaj 40 postelj. Poudarek je bil takrat na obravnavi pljučnih bolezni. Leta 1920 so odprli prvi glavni gostinski obrat. Turistična ponudba je strmo rasla do leta 1970. Osredotočila se je na tri lokacije: Klopein (Nordufer), Seelach (Nordwestecke) in Unterburg (Südostecke). Danes so trije deli občine večinoma povezani.

## Ribja populacija
V Klopinjskem jezeru živijo:
- postrv (Coregonus lavaretus)
- jezerska postrv (Salmo trutta f. Lacustris)
- ščuka (Esox lucius)
- evropski som (Silurus glanis)
- jegulja (Anguilla anguilla)
- klen (Leuciscus cephalus)
- amur (Ctenopharyngodon idella)
- ploščič (Abramis brama)
- krap (Cyprinus carpio)
- zelenika (Alburnus Alburnus)
- rdečeoka (Rutilus rutilus)
- rdečeperka (Scardinius erythrophthalmus)
- linj (Tinca tinca)
- ostriž (Perca fluviatilis)
- smuč (Sander lucioperca)